# Ablain-Saint-Nazaire
Ablain-Saint-Nazaire is een gemeente in het Franse departement Pas-de-Calais (regio Hauts-de-France). De plaats maakt deel uit van het arrondissement Arras. Ablain-Saint-Nazaire telde op 1 januari 2022 1.966 inwoners.

## Geografie
De oppervlakte van Ablain-Saint-Nazaire bedroeg op 1 januari 2022 9,85 vierkante kilometer; de bevolkingsdichtheid was toen 199,6 inwoners per km².

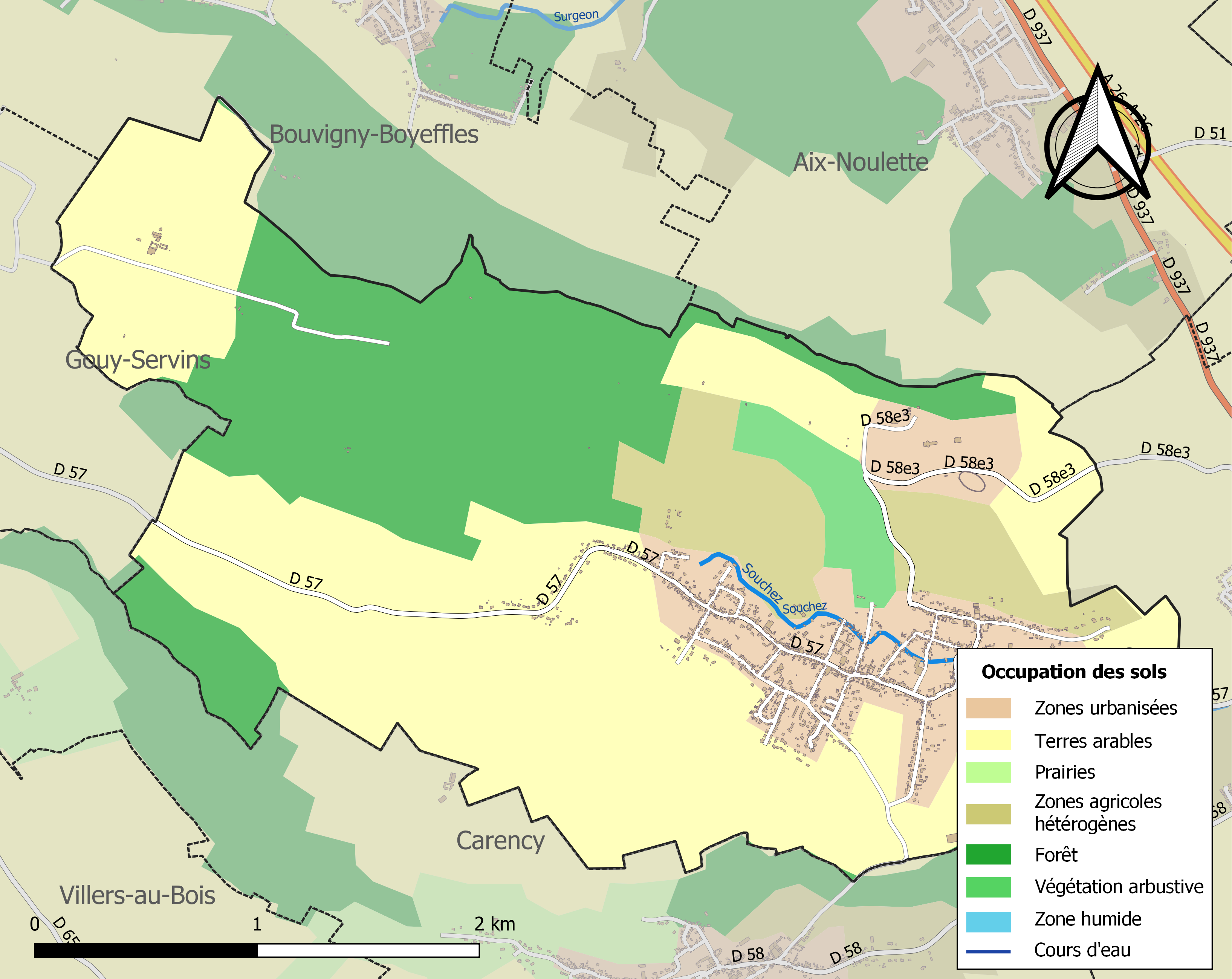
Kaart van de gemeente met belangrijkste infrastructuur, bodemgebruik en omliggende gemeenten

## Demografie
Onderstaande figuur toont het verloop van het inwonertal (bron: INSEE-tellingen).

## Bezienswaardigheden

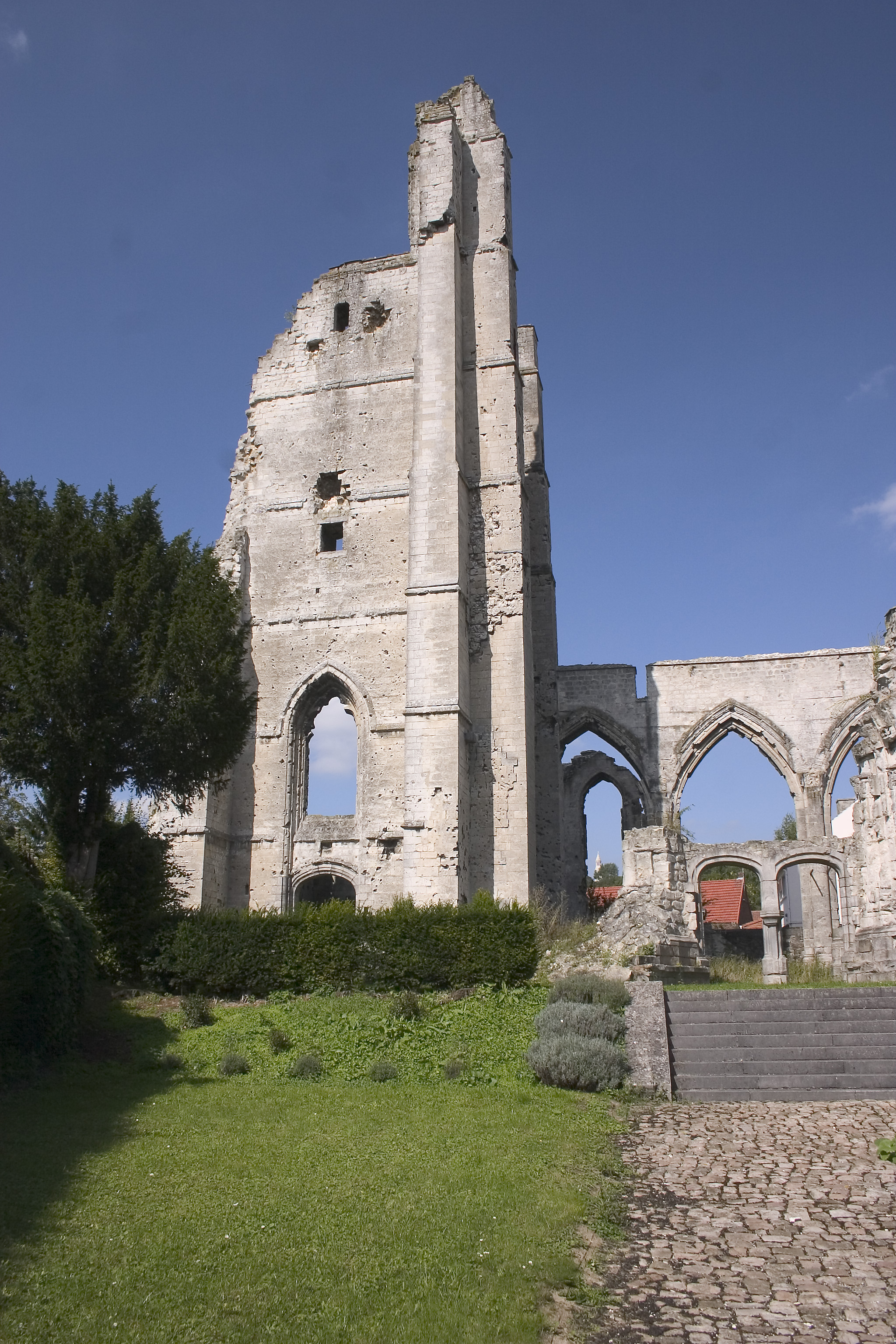
Ruïnes van de kerk van Ablain-Saint-Nazaire

- een gerestaureerde laat-gotische kerk.
- de Nécropole nationale de Notre-Dame de Lorette, een grote Franse militaire begraafplaats en herdenkingssite voor de hevige gevechten van mei 1915 om het bezit van de hoogvlakte van Notre-Dame de Lorette, net ten noorden van het dorp.
- de Britse militaire begraafplaats Sucrerie Cemetery
- Anneau de la Mémoire, monument voor alle gesneuvelden in de departementen Pas-de-Calais en Noorderdepartement uit de Eerste Wereldoorlog.